# Política de separação de famílias do governo estadunidense

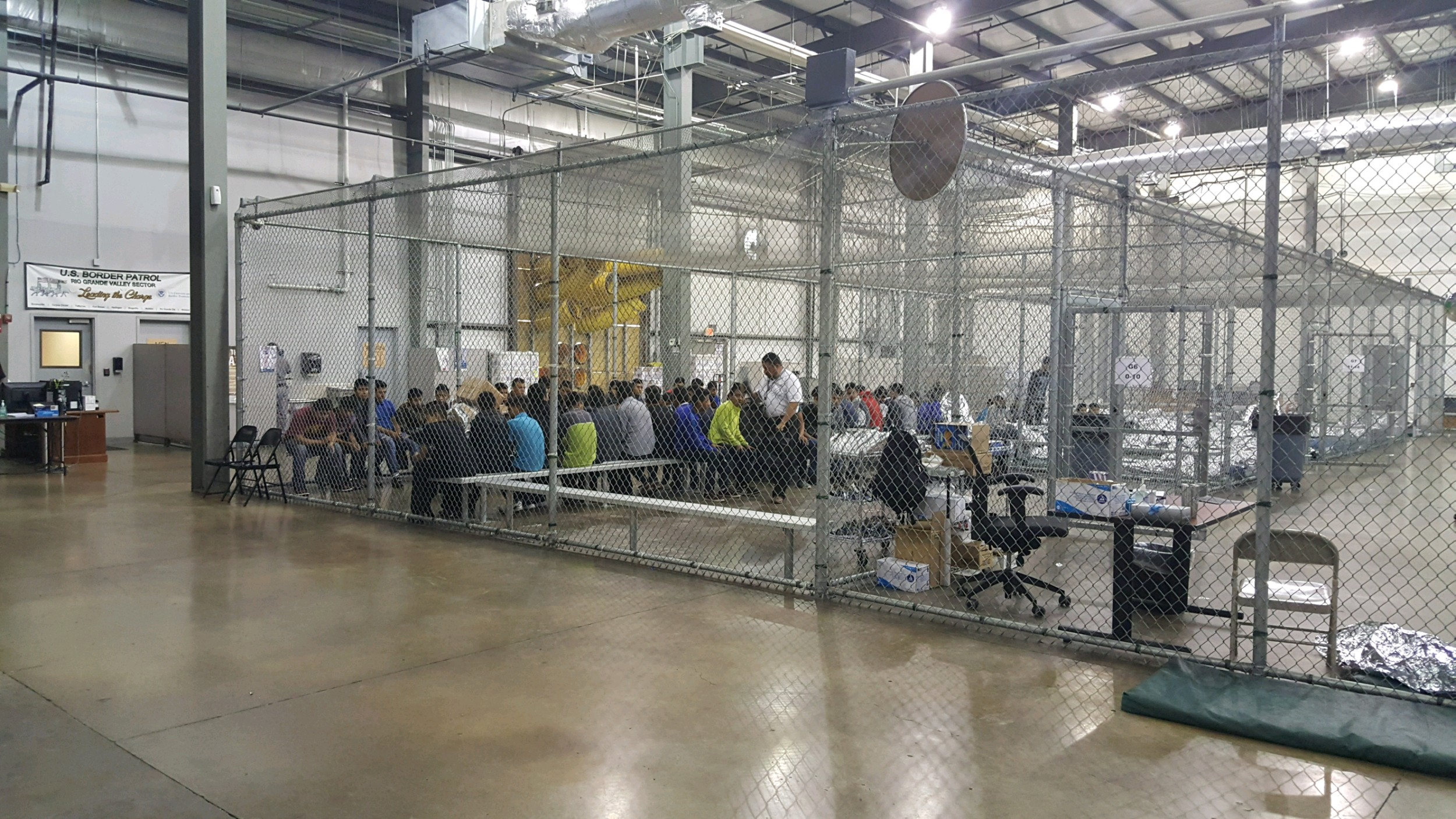
Integrantes de famílias separadas mantidos em gaiolas em McAllen, Texas.

A política de separação de famílias do governo estadunidense é uma política de imigração iniciada em 2014, na gestão de B. Hussein Obama como presidente dos Estados Unidos. Um decreto de Obama fiz "a separação de famílias era já uma realidade" em 2014. Existem muitas fotos de 2014 de crianças mantidas em celas, separadas por idade e sexo.  Em junho de 2014, o congressista Henry Cuellar divulgou fotos de crianças em gaiolas.  Em 2018, Cuellar disse que divulgou as fotos de "crianças sendo mantidas em jaulas" em 2014 "porque foi mantido em silêncio sob o governo Obama". A política foi interrompida em junho de 2018 por Donald Trump, mas desde fevereiro de 2019, várias reportagens mostravam que 245 crianças haviam sido separadas de suas famílias desde o veto de Trump, e em muitos casos sem a devida documentação, necessária para reuni-las com a família após a detenção. Adicionalmente, a administração reconheceu que existiam milhares de crianças separadas de suas famílias, e oficiais do governo não tinham informações sobre os pais das crianças.
De acordo com o Departamento de Segurança Interna, a política levou à separação de cerca de 2.000 crianças de seus pais, em apenas seis semanas, embora o número possa ser maior. Em abril e maio de 2018, uma média de 45 crianças foi separada de seus pais por dia; há a expectativa de que um total de 30.000 crianças sejam detidas até agosto de 2018.
A política está associada à repressão de imigrantes que cruzam ilegalmente a fronteira México-Estados Unidos. De acordo com a política, denominada de "tolerância zero", as autoridades federais separam as crianças de seus pais, familiares ou outros adultos que os acompanharam na travessia da fronteira: os adultos são enviados a prisões federais, enquanto as crianças e os bebês são colocados sob a supervisão do Departamento de Saúde e Serviços Humanos.
A política levou a críticas severas e protestos desde o seu anúncio público pelo procurador-geral Jeff Sessions, em 7 de maio de 2018. Em junho, dezenas de manifestações ocorreram, atraindo milhares de pessoas. Em Washington, membros do Partido Democrata no Congresso marcharam em protestos. Muitos grupos religiosos também opuseram-se à política, incluindo a Conferência dos Bispos Católicos, a Associação Nacional de Evangélicos, A Igreja de Jesus Cristo dos Santos dos Últimos dias e a Convenção Batista do Sul, uma denominação evangélica conservadora e a maior igreja protestante na América. A política também foi condenada pela Academia Americana de Pediatria e a Associação Americana de Psiquiatria. O Escritório do Alto Comissariado das Nações Unidas para os Direitos Humanos solicitou ao governo Trump que "suspendesse imediatamente sua política de separar as crianças de seus pais e ativistas de direitos humanos têm denunciado a política como uma violação do Artigo 31 da Convenção dos Refugiados.